# 压抑 (精神分析)

弗洛伊德认为，自觉的意识活动只是心理活动的表面现象

压抑（德語：Verdrängung）是精神分析的一个关键概念。精神分析学认为其为一种自我防御机制，来“阻止那些不为意识所接受的、一旦被回想起就会引起焦虑的事物进入意识”。根据精神分析理论，压抑在许多精神疾病以及普通人的心理中起着重要作用。
1930年左右，一些美国心理学家开始尝试在实验室中研究压抑。然而，精神分析学家起初对在实验室环境中研究压抑的尝试不感兴趣，后来开始拒绝。大多数精神分析学家认为，这种尝试歪曲了精神分析的压抑概念。

## 弗洛伊德的理论
根据精神分析学創始人西格蒙德·弗洛伊德的说法，压抑被认为是最基本的自我防御，如果你拒绝来自本我的冲动，那么这种冲动就会从你的意识转移到你的无意识。这种拒绝称为压抑。
被压抑的冲动会不断地试图从无意识上升到意识，但这些尝试通常被认为是有害的。这是因为压抑发生在被父母和外界否认的欲望和冲动中。压抑通常是由恋母情结引起的。一个男孩压抑与母亲发生性关系的欲望，认为这对他来说是错误的，或者他们受到父亲的威胁和压制。此外，如果他想在外面的世界做一些反社会的事情，但被告知他不应该这样做，他就会抑制自己的欲望和冲动。

## 被压抑的记忆
弗洛伊德所面临的问题之一是，在他的治疗中，从压抑中恢复的“童年记忆”的地位如何。他总结道：“这些婴儿时期的场景并不总是真实的。事实上，在大多数情况下，它们都是不真实的，在少数情况下，它们与历史真相截然相反”。20世纪后期，关于这些“恢复的记忆”的地位引发了争议，尤其是关于儿童虐待的记忆，许多人声称弗洛伊德忽视这些恢复的记忆的现实是错误的。